# Джордж Р. Р. Мартин
Джордж Реймънд Ричард Мартин (на английски: George Raymond Richard Martin), известен като Джордж Р. Р. Мартин, е американски писател на фентъзи и научна фантастика, сценарист и телевизионен продуцент.
Той е най-известен със световните си бестселъри от поредицата епични фентъзи-романи „Песен за огън и лед“. Към август 2022 г. е носител на множество награди, сред които четири „Еми“, две „Небюла“, четири „Хюго“, три „Уърлд Фентъзи“ (една от които за цялостен принос), шестнадесет „Локус“ и една „Брам Стокър“. Сочен е от списание „Тайм“ като една от 100-те най-влиятелни личности за 2011 г.

## Биография

### Ранни години
Джордж Реймънд Мартин (който взима името Ричард на 13-годишна възраст при конфирмацията си) е роден на 20 септември 1948 г. в град Байон, Ню Джърси, САЩ. Той е син на Реймънд Колинс Мартин – пристанищен работник и на Маргарет Брейди Мартин. Има две по-малки сестри – Дарлийн Мартин Липински и Джанет Мартин Патън. Майка му е половин ирландка. Освен това той има френски, английски, уелски и немски корени, които са потвърдени в телевизионния сериал „Да откриеш корените си“ (Finding Your Roots). Въпреки че му е казано, че негов дядо по бащина линия е италианец, ДНК тестът изключва всякакви италиански предци, показвайки, че той е приблизително четвърт ашкенази. По майчина линия семейството му навремето е било заможно и с успешен строителен бизнес, но губи всичко по време на Голямата депресия. Минавайки всеки ден покрай някогашните им дом и док, Мартин чувства, че дори и понастоящем семейството му да е бедно, то произхожда от някогашно величие, което му е било отнето.
До 4-годишна възраст Мартин и семейството му живеят в къщата на прабаба му, а през 1953 г. то се мести във федерално жилище за хора с ниски доходи близо до доковете на Байон, където Мартин живее до 18-годишна възраст. В детските му години светът му се състои предимно от „Първа улица до Пета улица“ – от неговото начално училище до дома му. Това поражда у него желание да пътува и да изживява и други места, но единственият начин да го стори е чрез въображението, поради което той се превръща в страстен читател.
Започва да пише от малък и продава на съседските деца своите истории на ужасите за няколко цента, като в цената е включена и интерпретацията на историята. Пише също и истории за митично царство, населено от домашните му костенурки – те често умират в замъка си играчка, поради което малкият Мартин си мисли, че се избиват взаимно в „зловещи заговори“. Има навика да започва „истории без край“, които така и не довършва, тъй като те не се получават толкова добри на хартия, колкото си ги е представял във въображението си.
Мартин посещава училище „Мери Джейн Донъхю“ от детската градина до 8-и клас включително и го завършва през юни 1962 г.
От есента на 1962 г. до 1966 г. учи в католическата мъжка гимназия „Марист“ в Байон. Има големи проблем с езиците (латински и френски), но се интересува от шахмат, писане и комикси. Очарован е от научната фантастика благодарение на произведенията на Робърт Е. Хайнлайн, Ерик Франк Ръсел и Андре Нортън, и от фентъзито благодарение на Робърт Е. Хауърд, Фриц Лейбър и Дж. Р. Р. Толкин. Обича също Хауърд Ф. Лъвкрафт. По онова време, благодарение на Стан Лий и Джули Шварц, той открива и страстта си към комиксите, чийто почитател и колекционер става. Купува първия билет за първия в света Comic-Con, състоял се в Ню Йорк през 1964 г. Развива силен интерес към супергероите на Mарвел Комикс и по-късно твърди, че „Вероятно Стан Лий има най-голямото литературно влияние върху мен, дори повече от Шекспир или Толкин." Първото от многото писма до Стан Лий и Джак Кърби, които Мартин адресира до редактора на комикса „Фантастичната четворка“, е отпечатано в бр. 20 от ноември 1961 г. В него 15-годишният Джордж говори за възхищението си от бр. 17 на комикса. Феновете, които четят писмата му, му пишат на свой ред и чрез такива контакти той се присъединява към прохождащия фендъм на комикси. От 1963 г. в продължение на около 10 г. си кореспондира с младеж на име Хауърд Уолдроп – бъдещ писател на научна фантастика. Двамата се срещат за пръв път през 1972 г. и създават дълготрайно приятелство. Първите творчески изяви на Мартин се дължат на сътрудничеството му с комиксови фензини, за които пише фантастика. През 1965 г. с разказа си за супергерои „Пауърмен срещу Синята бариера" (Powerman vs. The Blue Barrier) той печели наградата Alley – първата позната награда за комикс фенове.
Мартин е приет да следва в различни колежи, но избира Северозападния университет в Еванстън, Илинойс, където започва следването си през 1966 г. През 1970 г. придобива бакалавърска степен по журналистика от Факултета по журналистика Medill на университета, завършвайки с пълно отличие, а на следващата година – и магистърска степен по журналистика.
Годен за наборна служба във Войната във Виетнам, Мартин подава молба и получава статут на възразител по съвест (на англ. conscientious objector). Вместо това през 1972 – 1974 г. той е доброволец на VISTA (дн. AmeriCorps VISTA) към Фондацията за правна помощ за бедните от предградията на окръг Кук. Във фондацията Мартин е редактор на нейния нюзлетър и пише съобщенията ѝ за пресата.

### Преподавателска дейност
В средата на 70-те г. на Конгреса на научната фантастика в Милуоки Мартин среща професора по английски Джордж Гътридж от Дъбюк, Айова, който не харесва научната фантастика и фентъзито. Мартин го кара не само да погледне по друг начин на фантастиката, но и сам да започен да пише в тази област. Гътридж помага на Мартин да си намери работа в частния женски католически колеж Кларк (днешен Университет Кларк) в Дъбюк, Айова. От 1976 до 1978 г. Мартин води курсове по научнофантастична литература, писане за първокурсници и печатна журналистика в колежа, а от 1978 до 1979 г. е writer in residence – писател, заемащ временна резидентска длъжност в колежа, за да споделя своите професионални идеи.
Мартин харесва преподаването, но внезапната смърт на неговия приятел и съавтор Том Рийми в края на 1977 г. го кара да преоцени собствения си живот и той решава да пробва да стане писател на пълен работен ден. Когато първата му съпруга Гейл Бърник завършва колежа Кларк през юни 1979 г., той се отказва от работата си и двамата се местят в Санта Фе, Ню Мексико, в който са се „влюбили“ една година по-рано на път за 36-ия Световен конгрес на научната фантастика (WorldCon) във Финикс, Аризона.
Кратките истории, които успявава да продаде в началото на 20-те му години, му носят известна печалба, но тя е недостатъчна за плащане на сметките, което му попречва да бъде така желания от него писател на пълен работен ден. Нуждата му от работа възниква едновременно с американската шахматна мания, последвала победата на Боби Фишер в Световното първенство по шахмат през 1972 г. Собствените шахматни умения и опит на Мартин му позволяват да бъде нает като ръководител на турнира за Континенталната шахматна асоциация. Това му дава достатъчен доход и тъй като турнирите се провеждат само през уикенда, му позволява да работи като писател пет дни в седмицата от 1973 до 1976 г. Когато впоследствие шахматът не му осигурява повече приходи, той вече се е утвърдил много по-успешно като писател.

## Творческа кариера
Мартин започва да продава своите научнофантастични разкази професионално през 1970 г. Първият такъв разказ е „Героят“ (The Hero), продаден на списание Galaxy и публикуван в броя му от февруари 1971 г., последван от други произведения. Първият му разказ, номиниран за наградите „Хюго“ и „Небюла“, е „С утрото идва мъгла“ (With Morning Comes Mistfall), публикуван през 1973 г. в списание Analog Science Fiction/Science Fact. През 1975 г. неговият разказ „...за едно единствено вчера“ (...for a single yesterday) за постапокалиптичен пътешественик във времето е включен в „Epoch“ – научнофантастична антология, редактирана от Роджър Елууд и Робърт Силвърбърг. Първият му роман е „Смъртта на светлината“ (Dying of the Light), завършен през 1976 г. и публикуван през 1977 г. Същата година огромният успех на „Междузвездни войни“ оказва огромно влияние върху издателската индустрия и научната фантастика, и Мартин продава романа си за сума, равняваща се на заплатата от 3 г. преподаване.
През 1976 г. за 34-тия световен конгрес на научната фантастика (MidAmeriCon) в Канзас Сити вечерта след церемонията по връчването на наградите „Хюго“ Мартин и неговият приятел и колега – писателят и редакторът Гарднър Дозоа организират първото парти на загубилите наградата от името на всички минали и настоящи такива писатели. През тази година Мартин има две номинации „Хюго“ за повестта „...И седем по нивга не убивай човек“ (...And Seven Times Never Kill Man) и за повестта „Бурите на Планетата на ветровете“ (The Storms of Windhaven), написана в съавторство с Лайза Татъл, но не получава нито една награда.
Въпреки че писателят често пише фентъзи и ужаси, редица от по-ранните му творби са научнофантастични приказки, случващи се в свободно дефинирана история на бъдещето, известна неофициално като „Хилядата светове“ (The Thousand Worlds) или „Човешко кралство“ (Manrealm).
През 2017 г. той си спомня, че е започнал да пише смесица от научна фантастика и ужаси в края на 70-те г., за да опровергае изявление на критик, твърдящ, че двете са противоположни и следователно несъвместими. Мартин счита повестта си „Пясъчни крале“ (Sandkings) (1979) за най-известната от тях. Друга подобна повест е „Нощни летци“ (Nightflyers) (1980), чиято екранизация и телевизионни права са закупени от Vista през 1984 г. Тя продуцира едноименния кинофилм през 1987 г. със сценарий, написан съвместно с Мартин, който обаче не е доволен от необходимостта да изрязва сюжетни елементи, за да отговори на малкия филмов бюджет. Макар да не става хит, той вярва, че филмът е спасил кариерата му и че всичко, което е написал оттогава до голяма степен се дължи на него. Той също така пише поне една част от политико-военната фантастика „Нощта на вампирите" (Night of the Vampires), част от антологията на Хари Търтълдоув „Най-добрата военна научна фантастика на 20 век“ (The Best Military Science Fiction of the 20th Century) (2001).
През 1982 г. Мартин публикува вампирски роман със заглавие „Трескава мечта“ (Fevre Dream), чието действие се развива през 19 век по река Мисисипи. За разлика от традиционните вампирски романи в него вампирите не са свръхестествени същества, а са по-скоро различни видове, свързани с хората, създадени от еволюцията със свръхчовешки сили. Критикът Дон Д'Амаса хвали произведението за неговата силна атмосфера от 19 век и пише: „Това несъмнено е един от най-великите вампирски романи на всички времена". През 1983 г. Мартин публикува друг роман на ужасите – „Армагедоновата дрипа“ (The Armaggedon Rag). Въпреки че издаделите му очакват бестселър, книгата не се продава: неочакваният му търговски провал „...почти унищожи кариерата ми", спомня си той.
През 1984 г. новата редакторка на изд. Baen Books Бетси Мичъл се обажда на Мартин, за да го пита дали е обмислял да прави колекция от приключенията на Хавиланд Тъф. Мартин, който има няколко любими героя от поредицата като Соломон Кейн, Елрик, Никълас ван Рейн и Магнус Ридолф, прави опит да създаде такъв персонаж сам през 1970-те г. със своите истории за Тъф. Той се заинтересува, но е твърде зает с написването на следващата си книга – незавършеният роман „Черно-бяло и червено навсякъде“ (Black and White and Red All Over). След провала на „Армагедоновата дрипа“ обаче всички редактори отхвърлят предстоящия му роман и той приема предложението на Мичъл, като написва още няколко истории за Tъф, събрани в „Пътешествията на Тъф“ (Tuf Voyaging). Книгата се продава доста добре и Мичъл му предлага да напише продължение, с което Мартин се съгласява. Преди да се заеме с това обаче, той получава предложение от холивудския продуцент Филип Дегер младши, който иска да направи „Армагедоновия парцал“ на филм. Идеята не се реализира, но двамата поддържат контакт и когато Дегер младши става продуцент на възраждането на „Зоната на зрача“ (The Twilight Zone) през 1985 г. – сериал на телевизия Си Би Ес, на Мартин е предложена работа.
Работата за телевизията е много по-добре платена от писането на литература, затова Мартин решава да се премести в Холивуд, за да се посвети на новата си кариера. Отначало работи като сценарист на „Зоната на здрача“, а след това като изпълнителен консултант. След като сериалът на Си Би Ес е отменен, Мартин мигрира към вече започналата сатиричен научнофантастичен сериал „Max Headroom“ на телевизия Ей Би Си. Работи по сценарии и създава персонажа Ped Xing. Преди обаче сценариите му да бъдат продуцирани, шоуто е отменено в средата на втория му сезон. Мартин е нает като сценарист-продуцент за новия драматичен фентъзи сериал „Красавицата и звярът“ (Beauty and the Beast); през 1989 г. той става съ-надзорен продуцент на сериала и написва 14 от епизодите му.

Мартин е сценарист и на епизод от сериала „Зоната на здрача“ – „Последният защитник на Камелот“ (The Last Defender of Camelot) (1986), създаден по едноименния разказ на Роджър Зелазни, номиниран за WGA Award в категорията най-добър сценарий /антология. Пише пилотния сценарий на неизлъчения телевизионен филм „Входове“ (Doorways) (1993) за телевизия Ей Би Си. Екранизирани са и следните негови истории: „Спомен от Мелъди“ – епизод от сериала на телевизия HBO „Стопаджията“ (The Hitchhiker), излъчен през ноември 1984 г., „Нощни летци“ (Nightflyers) – научнофантастичен филм на ужасите на Vista Films от 1987 г., „Пясъчни крале“ (Sandkings) – епизод от 1995 г. и „До краен предел“ (базиран на повестта на Мартин „Пясъчни крале“), епизод от 2000 г. на телевизионния сериал „До краен предел“ (The Outer Limits), и др.
През 1987 г. Мартин публикува сборника „Портрети на децата му“ (Portraits of His Children) с кратки истории на ужасите. През същия период продължава да работи в печатните медии като редактор на поредици от книги, ръководейки многоавторова книжна поредица „Диви карти“ (Wild Cards). Действието в нея се развива в споделена вселена, в която малка част от следвоенното човечество придобива свръхсили след освобождаването на извънземен вирус. Новите заглавия са публикувани в продължаващата и към 2020 г. поредица на изд. Tor Books. Във „Втори човек“ (Second person) Мартин „дава личен разказ за културата на сплотените ролеви игри (RPG), която е породила неговите антологии в споделения свят на Wild Cards. Важен елемент при създаването на множество авторски серии е кампанията на Суперсвят (Superworld) – ролевата игра на Chaosium от 1983 г., която Мартин ръководи в Албъкърки. Признавайки, че е станал изцяло обсебен от играта, той е спрял да пише литература през по-голямата част от 1983 г., която той нарича „своята загубена година“. Намаляващите му банкови сметки го карат да осъзнае, че трябва да измисли нещо, и схваща идеята, че може би историите и персонажите, създадени в Superworld, биха могли по някакъв начин да бъдат печеливши. Собственият принос на Мартин за Wild Cards включва Томас Тъдбъри – Великата и мощна костенурка, мощен психокинетик, чиято летяща „черупка“ се състои от брониран VW Beetle. Към август 2019 г. в поредицата са публикувани 27 книги, а през юли 2021 г. предстои да излезе още една. 
Изпълнителен продуцент е на телевизионния научнофантастичен филм „Входове“ (Doorways), заснет в периода 1992 – 1993 г., като пише пилотния му сценарий за „Калъмбия Пикчърс Телевижън“.
През август 2016 г. Мартин обявява, че Universal Cable Productions са придобили правото да адаптират романите от серията Wild Cards в телевизионен сериал. През 2017 г. той обявява, че ще бъде изпълнителен продуцент за адаптацията на телевизионния сериал на HBO на романа „Кой се страхува от смъртта“ (Who Fears Death) на Nnedi Okorafor от 2010 г. Мартин също има своя принос за видеоиграта на FromSoftware със заглавие Elden Ring, като написва аспектите за създаване на света ѝ.
Понастоящем писателят с втората си съпруга Парис в град Санта Фе в щата Ню Мексико. Член е на Организацията на писателите на фентъзи и научна фантастика на САЩ (Science fiction & fantasy writers of America), чийто регионален директор е в периода 1977 – 1979 г. и вицепрезидент през 1996 – 1998 г. Член е и на Писателската гилдия на САЩ (Writers' Guild of America) за Западното крайбрежие.

### Песен за огън и лед
През 1991 г. Мартин за кратко се връща към писането на романи. Той е разочарован, че неговите телевизионни сюжети и сценарии не се реализират и че свързаните с телевизията производствени ограничения като бюджети и продължителност на епизодите го принуждават да премахва герои и да изрязва бойни сцени. Това го тласка обратно към писането на книги, в които не трябва да прави компромиси с въображението си. Възхищавайки се на творбите на Дж. Р. Р. Толкин в детството си, той иска да напише епично фентъзи, въпреки че няма конкретни идеи.
Неговата епична фентъзи поредица „Песен за огън и лед“ е вдъхновена от Войната на розите, поредицата „Прокълнатите крале“ на френския писател Морис Дрюон и романа „Айвънхоу“ на шотландския писател Уолтър Скот. Въпреки че първоначално Мартин замисля само три тома, към 2020 г. томовете вече са пет и предстои да излязат още два. Първият от тях – „Игра на тронове“ е публикуван през 1996 г., последван от „Сблъсък на крале“ през 1998 г. и „Вихър от мечове“ през 2000 г. През ноември 2005 г. излиза „Пир за врани“, станал най-продаваната книга на в. Ню Йорк Таймс. Том 5 – „Танц с дракони“ е публикуван на 12 юли 2011 г. и се превръща в международен бестселър, достигайки номер 1 в списъка с бестселъри на в. Ню Йорк Таймс, където остава в продължение на 88 седмици. Той достига до финалните номинации на Награда „Хюго“ за научна фантастика и фентъзи, Световната награда за фентъзи, Наградата „Локус“ и Британската награда за фентъзи, и печели Награда „Локус“ за най-добър фентъзи роман. Предстоят да излязат още два тома от поредицата – „Ветровете на зимата“ и „Мечта за пролет“.
На 20 ноември 2018 г. излиза част 1 на книгата „Огън и кръв“ (Fire & Blood), разказваща за историята на Дом Таргариен.

#### Екранизация на HBO
HBO Productions купува телевизионните права за поредицата „Песен за огън и лед“ през 2007 г. и започва да излъчва фентъзи сериала по премиум кабелния си канал в САЩ на 17 април 2011 г. Озаглавен „Игра на тронове“ (Game of Thrones), той излиза по десет епизода седмично, всеки с продължителност от около един час. Въпреки че е зает с написването на „Танц с дракони“ и с други проекти, Джордж Р. Р. Мартин е силно ангажиран с адаптацията на своите книги за сериала. Участието му включва избор на продуцентски екип и участие в написването на сценария; встъпителните кредити го посочват като съизпълнителен продуцент на поредицата. Сериалът е подновен малко след излъчването на първия епизод.
Първият сезон е номиниран за 13 награди „Еми“, но печели две: една за встъпителните си кредити и една за Питър Динклидж за най-добър поддържащ актьор. Той е номиниран и за наградата „Хюго“ за 2012 г. и я печели в категорията „Най-добро драматично представяне, дълга форма“, на Chicon 7 – 70-ият Световен конгрес на научната фантастика в Чикаго. Мартин взима у дома си един от трите трофея на наградата, присъдени в тази съвместна категория, а останалите два отиват в шоуто „Игра на тронове“ на Дейвид Бениоф и Ди Би Вайс.
Вторият сезон, базиран на втория роман от поредицата – „Сблъсък на крале“, започва да се излъчва по HBO в САЩ на 1 април 2012 г. Той е номиниран за 12 награди „Еми", включително още една номинация за поддържащ актьор за Питър Динклидж, и печели шест от тях в категориите „Технически изкуства“, връчени седмица преди редовното телевизионно шоу през 2012 г. Епизодът „Черна вода“, написан от Мартин, е номиниран за наградата „Хюго“ за 2013 г. в категорията „Най-добро драматично представяне, кратка форма“; той печели наградата „Хюго“ на LoneStarCon 3 – 71-вият световен конгрес на научната фантастика в Сан Антонио, Тексас. Освен самия Мартин статуетки получават шоуводещите Дейвид Бениоф и Ди Би Вайс (допринесли за няколко сцени във финалния сценарий), и режисьорът на епизода Нийл Маршал (който разширява обхвата му на снимачната площадка).
До края на 2016 г. всички сезони до Сезон 6 (чиято премиера е на 24 април 2016 г.) са излъчени по HBO и са пуснати на DVD или на Blu-ray за домашно гледане. Сезони 5 и 6 печелят дузина награди „Еми“, включително тази за „Изключителни драматични сериали“.
На 18 юли 2016 г. компанията потвърждава, че Сезон 7 ще се състои от седем епизода вместо обичайните десет и ще се излъчи по-късно от обикновено – в средата на 2017 г., поради по-късния график на снимките. Това е необходимо, за да се снима през зимния сезон в Европа. Първите кадри от сезона са разкрити в ново промоционално видео, което включва клипове от новите и завръщащите се оригинални шоута за предстоящата година на 28 ноември 2016 г., показващи Джон Сняг, Санса Старк и Аря Старк. Подобно на предишния сезон той до голяма степен се състои от оригинално съдържание, което не се среща в поредицата „Песен за огън и лед“ на Мартин, и от адаптиран материал от предстоящите шеста и седма книга от поредицата: „Ветровете на зимата“ и „Мечта за пролет“.
Относно сезон 8 през ноември 2016 г. президентът на програмирането Кейси Блуйс посочва, че е имал предварителни разговори с Мартин относно предисторията spinoff към сериала „Игра на тронове“. През май 2017 г. HBO възлага на петима сценаристи – Макс Боренщайн, Джейн Голдман, Брайън Хелгеланд, Карли Рай и Брайън Когман да разработят индивидуални spin-offs. Всички писатели трябва да работят индивидуално с Мартин. Според Кейси Блуйс Мартин е съавтор на два от четирите обявени сценария. Първият епизод на Сезон 8 е излъчен на 14 април 2019 г. Този сезон има общо шест епизода.

#### Теми в „Песен за огън и лед“
Литературният критик и писател Джеф Вандърмиър пише, че Мартин е пленил читателите със „сложни сюжетни линии, завладяващи герои, страхотен диалог, перфектен ритъм и желание да убива дори и главните си герои“. Дана Дженингс от в. Ню Йорк Таймс определя творбата му като „фентъзи за възрастни“, а Лев Гросман пише, че е мрачна и цинична. Първият роман на Мартин „Смъртта на светлината“ (Dying of the Light) задава тона на някои от бъдещите му творби; историята се развива на почти изоставена планета, превръщаща се постепенно в необитаема, когато се отдалечава от слънцето си. В тази история има силно усещане за меланхолия. Героите на Мартин са често нещастни или неудовлетворени, в много случаи държат на идеализма въпреки иначе хаотичния и безмилостен свят и често са тревожени от собствените си желания или насилнически действия, дори когато ги предприемат. Много от тях носят в себе си елементи на трагични герои или на антигерои. Рецензентът T. M. Вагнер пише: „Нека никога не казваме, че Мартин не споделя привързаността на Шекспир към безсмислено трагичното."
Общата мрачност на „Песен за огън и лед“ би могла да е пречка за някои от читателите. Inchoatus Group пише, че „Ако това отсъствие на радост ви затруднява или търсите нещо по-утвърждаващо, тогава вероятно би трябвало да го потърсите другаде“. Много почитатели на твореца са привлечени именно от това ниво на „реалност“ и „завършеност“, включително от несъвършенствата на много от героите му, от моралната и етичната неяснота и от (често внезапните) следващи сюжетни обрати. Мнозина откриват, че именно това прави историята на поредицата достатъчно убедителна, за да продължат да я следят въпреки явната бруталност и сложно разхвърляните и преплетени сюжетни линии. Както посочва T. M. Вагнер: „Има голяма трагедия, но и вълнение, хумор, героизъм дори в слабите, благородство дори в злодеите и от време на време вкус на справедливост в края на всичко. Рядък дар е, когато писателят може да вложи в историята си толкова много човечност.“
Героите на Мартин са многостранни, всеки със сложно минало, стремежи и амбиции. Publishers Weekly пише за епичната му фентъзи поредица „Песен за огън и лед“: „Сложността на персонажи като Денерис Таргариен, Аря Старк и Джейми Ланистър ще накара читателите да обръщат огромния брой страници, съдържащи се в този том, понеже авторът, подобно на Дж. Р. Р. Толкин или Робърт Джордан, ни кара да се загрижим за техните съдби.“ Нещастията, нараняванията и смъртта (включително фалшивата смърт и съживяването) често спохождат главните или второстепенните герои, независимо колко привързан към тях е читателят. Мартин описва склонността си да убива главните герои като нужна за дълбочината на историята: „Когато моите герои са в опасност, искам да се страхувате да обърнете страницата, (така че) да трябва да покажете още самото начало, че взимате нещата сериозно".
Разграничавайки работата си от тази на други писатели, Мартин подчертава реализма и правдоподобната социална динамика за сметка на прекомерното разчитане на магията и опростената дихотомия „добро и зло“, за което съвременните фентъзи творби често са критикувани. Забележително е, че работата на Мартин рязко се отклонява от преобладаващата схема за „героични рицари и рицарство", превърнала се в основа на фентъзито, произлизащо от „Властелинът на пръстените" на Дж. Р. Р. Толкин. Писателят по-специално критикува прекаленото опростяване на темите и средствата на Толкин от имитатори по начини, които хумористично определя като „Средновековен Дисниленд“; става въпрос за имитатори които прикриват или игнорират основните разлики между средновековните и модерните общества, особено социалните структури, начина на живот и политическите договорености.
Мартин е определян като „американският Толкин" от литературните критици. Канадският писател на фентъзи Р. Скот Бакър казва, че не би могъл да публикува своите фентъзи романи без успеха, който Джордж Р. Р. Мартин е постигнал пръв. По същия начин Марк Лорънс – автор на „Принцът от тръни“, е вдъхновен от Мартин и впечатлен от неговата сцена на Червената сватба.
Мартин се вдъхновява от наследството на Толкин, но и се стреми да надхвърли онова, което вижда като „средновековната философия“ на Толкин: „Ако кралят е добър човек, земята би просперирала“, за да се задълбочи в сложностите, неяснотите и превратностите на реалния живот: „Ние виждаме реална история и това не е толкова просто... Това да имаш добри намерения не те прави мъдър крал." Поради този факт на Мартин се приписва възходът на мрачното фентъзи (на англ. grimdark fantasy) – модерна форма на „анти-Толкин" подхода към писането на фентъзи, който според британския писател на научна фантастика и фентъзи Адам Робъртс се характеризира с реакцията си към идеализма на Толкин, въпреки че дължи много на творчеството му.
Авторът определя работата си като основана на историческата проза, която той канализира, за да възроди важни социални и политически елементи от предимно европейското Средновековие, които се различават значително от елементите на съвременността, включително многопоколенческата, твърдата и често бруталната природа на йерархичната класова система на феодалните общества, често пренебрегвана при писането на фентъзи. Макар че „Песен за огън и лед“ е фентъзи поредица, която използва магията и сюрреалистичното като централни за жанра, Мартин се стреми да направи така че магията да е само един от многото елементи, които движат творбата му напред, не едно генерално Deus ex machina, което само по себе си е във фокуса на неговите истории и нещо, за което писателят е съвсем наясно, откакто е прочел Дж. Р. Р. Толкин: „Ако погледнете „Властелинът на пръстените“, това, което ви поразява и със сигурност е поразило и мен, е, че макар светът да е пропит с това велико чувство на магия, на сцената има съвсем малко от нея. Така че имате усещане за магия, но то се държи под много строг контрол и аз наистина взех това присърце, когато стартирах собствената си поредица." Крайната цел на Мартин е изследването на вътрешните конфликти, които определят човешкото състояние, което, черпейки вдъхновение от Уилям Фокнър, творецът определя като единствената причина да чете литература, независимо от жанра.
През 2018 г. Мартин посочва „Властелинът на пръстените“ на Дж. Р. Р. Толкин, „Великият Гетсби“ на Франсис Скот Фицджералд, „Отнесени от вихъра“ на Маргарет Мичъл, „Големите надежди“ на Чарлз Дикенс, „Самотен гълъб“ на Лари Макмъртри, „Параграф 22“ на Джоузеф Хелър и „Паяжината на Шарлот“ на Е. Б. Уайт като „всички любими, извисяващи се шедьоври, книги, които промениха живота ми“.

## Контакти с феновете
Мартин пише активно в своя блог Not a Blog. През април 2018 г. той го премества от LiveJournal на собствената си уеб страница.
Писателят е известен с редовното си присъствие на конгреси на научната фантастика, фентъзито и комиксите, и с достъпа си до феновете. В нач. на 80-те г. критикът и писателят Томас Диш го определя като член на „Групата на Деня на труда": това са писатели, които редовно се събират на ежегодния Worldcon, обикновено провеждан на или около почивните дни около 1 май. От началото на 1970 г. Мартин присъства и на регионалните конгреси на научната фантастика, а от 1986 г. участва ежегодно в малкия регионален конгрес Bubonicon в Албъкърки в района на неговия дом в Ню Мексико. През 2003 г. той е почетен гост на 61-вия Световен конгрес на научната фантастика в Торонто, Канада. През декември 2016 г. Мартин е почетен лектор на Международния панаир на книгата в Гуадалахара, Мексико, където дава предварителна информация за следващите две книги от поредицата „Песен за огън и лед“.
През 2020 г. той изнася реч на събитието за връчване на наградите „Хюго“, в която неправилно произнася няколко имена, включително това на писателката Ребека Ф. Куанг, което тя счита за микроагресия. По-късно Мартин се извинява за грешката.
Официалният фен клуб на Мартин е „Братството без флагове“ (Brotherhood Without Banners), което има редовен табло за обяви на форума на уеб страницата westeros.org, фокусиран върху фентъзи поредицата „Песен за огън и лед“. На ежегодния Световен конгрес на научната фантастика Братството е домакин на голям апартамент за гости, отворен за всички членове на Worldcon.
Писателят е критикуван от някои от читателите си за дългите периоди между книгите от поредицата „Песен за огън и лед“, особено за 6-годишната разлика между четвъртия том „Пир за врани“ (2005) и петия том „Танц с дракони“ (2011). През 2010 г. Мартин отговаря на критиките на феновете, като казва, че не желае да пише само по тази поредица и отбелязва, че работата по друга проза и съставянето и редактирането на различни книжни проекти винаги са били част от работния му процес. През 2009 г. писателят Нийл Геймън отговаря в своя блог на критиката на темпото на писане на Мартин с: „Джордж Р. Р. Мартин не е твоята кучка“. По-късно Геймън заявява, че писателите не са машини и че имат пълното право да работят и по други проекти, ако желаят.
Мартин се противопоставя на фен прозата (на англ. fanfiction), която той смята за нарушаване на авторски права и за лошо упражнение за начинаещи писатели по отношение на развиването на уменията им за изграждане на света и за развитие на героите.

## Личен живот
През 1973 г. на конгрес в Далас Мартин се запознава с Лайза Татъл. По онова време той живее в Чикаго със съквартиранти, а тя е студентка в Сиракюз и впоследствие се установява в Лос Анджелис. Двамата водят кореспонденция и започват връзка, продължила до пролетта на 1974 г. Съавтори са на повестта „Бурите на Планетата на ветровете“ (The Storms of Windhaven) от 1975 г., която печели Награда „Локус“ за 1976 г. След раздялата си създават дългогодишно приятелство: през 1980 г. публикуват съвместно повестта One-Wing, а през 1981 г. – романа „Планетата на ветровете“ (Windhaven).
През 1974 г. на WorldCon във Вашингтон Мартин започва връзка с Гейл Бърник, която се мести при него в Чикаго от Филаделфия, където двамата наемат свой апартамент. Женят се през ноември 1975 г., а през юни 1976 г. се местят в първата собствена къща на Мартин в Дъбюк, Айова, където той е нает на работа в колежа Кларк. По време на преместването им в град Санта Фе през 1979 г. съпрузите се разделят и се развеждат по взаимно съгласие, без деца. Мартин остава да живее в закупената от Гейл къща от декември същата година до септември 1981 г., докато самата тя отива в Минеаполис.
През 1975 г. Мартинс се запознава с бъдещата си втора съпруга Парис Макбрайд в Нашвил, докато е в хотел с приятели. Двамата започват връзка през 1980-те г., когато Парис работи в Портланд, Орегон като сервитьорка, а Мартин е разведен. Започват да живеят заедно в Санта Фе и са любители на котките. На 15 февруари 2011 г. се женят на малка церемония в дома им, а на 19 август 2011 г. организират по-голяма сватба и прием на Риновейшън – 69-ият Световен конгрес на научната фантастика в град Рино в щата Невада. Двамата нямат деца.
Мартин е фен на отборите по американски футбол Ню Йорк Джетс, Ню Йорк Джайънтс и Ню Йорк Метс. Той също така е почитател на групата Грейтфул Дед и казва, че музиката ѝ вероятно е повлияла на работата му.
На 18 май 2014 г. той се появява като самия себе си в El Skeletorito – еп. 6 от седмия сезон на шоуто Robot Chicken в нощния телевизионен блок Adult Swim. На 17 юни 2014 г. е във Future Legendary Children – еп. 2 на десетия сезон на пародийния телевизионен сериал Gay of Thrones. На 30 октомври 2015 г. се появява в The Collector – еп. 8 на втория сезон на телевизионния сериал Z Nation по канал SyFy като зомби версия на самия себе, където слага автографи на екземпляри от новия си роман. Във филма на ужасите от 2015 г. Sharknado 3: Oh Hell No! Мартин е убит докато гледа филм в киното.

## Филантропия
В началото на 2013 г. Мартин купува кино „Жан Кокто“ (Jean Cocteau Cinema) в Санта Фе, затворено от 2006 г., което възстановява напълно, включително и оригиналните му 35 mm, към които добавя цифрова прожекция и звук. Киното е официално открито на 9 август 2013 г. До него през 2019 г. Мартин отваря книжарницата „Зверски книги“ (Beastly Books), наречена така на „Красавицата и Звярът“.
Мартин и съпругата му подкрепят убежището за вълци и вълкокучета Wild Spirit Wolf Sanctuary в Кенди Китчън, Ню Мексико. През 2014 г. писателят стартира кампания от платформата Prizeo за набиране на средства за убежището и за хранителното депо в Санта Фе. Като част от кампанията той предлага на един дарител шанса да го придружи в пътуване до мястото, включително разходка с хеликоптер и вечеря. Мартин също предлага на дарителите на 20 хил. или повече долара възможността да получат герой, кръстен на тях и „убит“ в предстоящия роман от поредицата „Песен за огън и лед“. Кампанията привлича вниманието на медиите и събира общо 502 549 долара.
Творецът също така подкрепя Meow Wolf – колектив за изкуствата в Санта Фе, като обещава 2,7 млн. долара за ново арт пространство през януари 2015 г.
През 2017 г. Мартин обявява, че ще финансира стипендията The Miskatonic, която позволява на писател, черпещ вдъхновение от космическия ужас на Хауърд Лъвкрафт, да вземе участие в писателския семинар „Одисея“ – 6-седмична ежегодна лятна работна среща в Колеж „Сейнт Анселм“ в Манчестър, Ню Хампшър.

## Политически и религиозни убеждения
В отговор на въпрос относно религиозните си възгледи Мартин отговаря: „Предполагам, че съм отпаднал католик. Бихте ме сметнали за атеист или агностик. Намирам религията и духовността за очарователни. Бих искал да вярвам, че това не е краят и има нещо повече, но не мога да убедя рационалната част от мен, че това има някакъв смисъл. Това е което изпуска Толкин – няма свещеници, няма храмове и никой не боготвори нищо в „Пръстените“.
Мартин избягва военната служба във Войната във Виетнам, като придобива статут на възразител по съвест и полага две години доброволчески труд. Той е против войната като цяло и смята, че Виетнамската война е „ужасна грешка за Америка“. Той пише срещу военната слава и се опитва да даде реалистично описание на войната в книгите си.
Въпреки че не подкрепя Барак Обама през 2008 г., Мартин прави това при преизбирането му през 2012 г., наричайки го „най-интелигентния президент след Джими Картър“. През 2014 г. писателят подкрепя сенатора на Демократическата партия Том Удал от Ню Мексико.
В разгара на натиска игралният филм от 2014 г. „Интервюто“ да бъде изтеглен от кината, кино „Жан Кокто“ в Санта Фе, Ню Мексико – собственост на Мартин от 2013 г., решава да покаже филма. Театралният мениджър Джон Бауман казва пред Santa Fe New Mexican: „Мартин храни силни чувства към Първата поправка и към идеята творците да могат да говорят онова, което мислят и да не се притесняват, че ще бъдат мишени“.
На 20 ноември 2015 г., пишейки в своя блог в LiveJournal, Мартин се застъпва за допускането на сирийски бежанци в САЩ. Веднага след поражението на Бърни Сандърс на първичните избори в САЩ той подкрепя номинираната от демократите Хилари Клинтън на Общите президентски избори през 2016 г. и критикува Доналд Тръмп по време на изборите и след неговото поражение, твърдейки, че той „ще остане най-лошият президент в американска история".
През май 2019 г. Мартин подкрепя Джо Байдън за президент през 2020 г.

## Награди
- 1975 Награда „Хюго“ за най-добра повест: „Песен за Лиа“ (Song for Lya)[3]
- 1976 Награда „Локус“ за най-добра повест: „Бурите на Планетата на ветровете“ (The Storms of Windhaven) (с Лайза Татъл)
- 1977 Награда „Локус“ за най-добър авторов сборник: „Песен за Лиа и други истории“ (Song for Lya and Other Stories)
- 1979 Награда „Небюла“ за най-добра новела: „Пясъчни крале“ (Sandkings)
- 1980 Награда „Хюго“ за най-добра новела: „Пясъчни крале“ (Sandkings)[135]
- 1980 Награда „Локус“ за най-добра новела: „Пясъчни крале“ (Sandkings)
- 1980 Награда „Хюго“ за най-добър разказ: „Пътят на кръста и дракона" (The Way of Cross and Dragon)
- 1980 Награда „Локус“ за най-добър разказ: „Пътят на кръста и дракона“ (The Way of Cross and Dragon)
- 1981 Награда „Локус“ за най-добра повест: „Нощни летци“ (Nightflyers)
- 1982 Награда „Локус“ за най-добър авторов сборник: „Пясъчни крале“ (Sandkings)
- 1982 Награда „Локус“ за най-добра новела: „Пазители“ (Guardians)
- 1984 Награда „Локус“ за най-добра новела: „Маймунско третиране“ (The Monkey Treatment)
- 1985 Награда „Небюла“ за най-добра новела: „Портрети на неговите деца" (Portraits of His Children)
- 1988 Награда „Брам Стокър“ за дълга проза: „Човекът-круша“ (The Pear-Shaped Man)
- 1989 Награда „Уърлд Фентъзи“ за най-добра повест: „Търговия с кожи“ (The Skin Trade)
- 1997 Награда „Хюго“ за най-добър роман: „Драконова кръв" (Blood of the Dragon)
- 1997 Награда „Локус“ за най-добър фентъзи роман: „Игра на тронове“
- 1999 Награда „Локус“ за най-добър фентъзи роман: „Сблъсък на крале“
- 2001 Награда „Локус“ за най-добър фентъзи роман: „Вихър от мечове“
- 2003 Награда „Игнотус“ за най-добър чуждестранен роман: „Игра на тронове“
- 2004 Награда „Игнотус“ за най-добър чуждестранен роман: „Сблъсък на крале“
- 2006 Награда „Игнотус“ за най-добър чуждестранен роман: „Вихър от мечове“
- 2011 Награда „Локус“ за най-добра оригинална антология: „Воини“ (Warriors) (cъредактор с Гарднър Дозоа)
- 2011 Сп. Тайм го нарича „един от най-влиятелните хора на 2011 г.“[4]
- 2012 Награда „Локус“ за най-добър фентъзи роман: „Танц с дракони“
- 2012 Награда „Хюго“ за най-добро драматично представянe, дълга форма: „Игра на тронове“, Сезон 1 (cъ-изпълнителен продуцент)
- 2012 Награда „Уърлд Фентъзи“ за жизнени заслуги
- 2013 Награда „Хюго“ като сценарист за най-добро драматично представяне, кратка форма: „Игра на тронове“, Сезон 2, еп.9 – Черноводна[136]
- 2014 Награда „Локус“ за най-добра оригинална антология: „Старият Марс“ (Old Mars) (съредактор с Гарднър Дозоа)
- 2014 Награда „Уърлд Фентъзи“ за най-добра оригинална антология: „Опасни жени“ (Dangerous Women) (съредактор с Гарднър Дозоа)
- 2015 Праймтайм награда „Еми“ за изключителен драматургичен сериал: „Игра на тронове“, Сезон 5 (cъ-изпълнителен продуцент)
- 2015 Награда на Алея на славата Медил на Северозападния университет
- 2015 Награда „Локус“ за най-добра оригинална антология: „Разбойници“ (Rogues) (съредактор с Гарднър Дозоа)
- 2016 Праймтайм награда „Еми“ за изключителен драматургичен сериал: Игра на тронове“, Сезон 6 (cъ-изпълнителен продуцент)
- 2016 Награда „Локус“ за най-добра оригинална антология: „Старата Венера“ (Old Venus) (съредактор с Гарднър Дозоа)
- 2018 Праймтайм награда „Еми“ за изключителен драматургичен сериал: „Игра на тронове“, Сезон 7 (cъ-изпълнителен продуцент)
- 2019 Алея на славата на Ню Джърси
- 2019 Награда „Еми“ за изключителен драмартугичен сериал: „Игра на тронове“, Сезон 8 (съ-изпълнителен продуцент)

## Избрани произведения

### Цикъл „Сказания за Дънк и Ег“ (TheTales of Dunk and Egg)
1. The Hedge Knight (1998) – повест
Песен за леда и огъня: Странстващият рицар, в сборника „Легенди“, изд. „Бард“ (2000), прев. Крум Бъчваров, ISBN 954-585-111-2
2. The Sworn Sword (2003) – повест
3. The Mystery Knight (2010) – повест

- A Knight of the Seven Kingdoms (2015) – сборник от трите повести
Рицарят на Седемте кралства, изд. „Бард“ (2013), прев. Валерий Русинов, Венцислав Божилов, ISBN 978-954-655-431-4

### Цикъл „Песен за огън и лед“ (A Song of Ice and Fire)
1. A Game of Thrones (1996)
Игра на тронове, изд. „Бард“ (2001), прев. Валерий Русинов, ISBN 954-585-293-3
2. A Clash of Kings (1999) 
Сблъсък на крале, изд. „Бард“ (2001), прев. Валерий Русинов, ISBN 954-585-299-2
3. A Storm of Swords (2000) 
Вихър от мечове, изд. „Бард“ (2002), прев. Валерий Русинов, ISBN 954-585-310-7
4. A Feast for Crows (2005)
Пир за врани, изд. „Бард“ (2006), прев. Валерий Русинов, ISBN 978-954-585-964-9
5. A Dance with Dragons (2011)
Танц с дракони, изд. „Бард“ (2011), прев. Валерий Русинов, ISBN 9546552655
6. The Winds of Winter – предстои
7. A Dream of Spring – предстои

#### Други произведения в света на „Песен за огън и лед“
- Blood of the Dragon (1996) – повест, награда „Хюго“ (1997)
- Path of the Dragon (2000) – повест
- The Lands of Ice and Fire: Maps from King's Landing to Across the Narrow Sea (2012) – колекция от географски карти
- The Wit and Wisdom of Tyrion Lannister (2013) – илюстрована колекция от цитати
Тирион Ланистър – мъдрият шегобиец, изд. „Сиела“ (2017), ISBN 978-954-655-772-8
- The Princess and The Queen, or, The Blacks and The Greens (2013) – повест
- The Rogue Prince, or, A King’s Brother (2014) – новела
Принцът разбойник, или Братът на краля, в сборника „Разбойници“, изд. „Сиела“ (2015), прев. Богдан Русев, ISBN 978-954-28-1712-3
- The World of Ice & Fire: The Untold History of Westeros and The Game of Thrones (2014) – с Елио М. Гарсия-младши и Линда Антънсън
Светът на огън и лед, изд. „Сиела“ (2014), прев. Емануил Томов, ISBN 978-954-28-1635-5
- The Sons of the Dragon (2017) – повест
Синовете на дракона, в сборника „Книга на мечовете", изд. „Бард“ (2018), прев. Иван Иванов, ISBN 978-954-655-842-8
- Game of Thrones Coloring Book (2015)
Игра на тронове: рисувателна книга, изд. „Бард“ (2015), ISBN 978-954-655-640-0

### Цикъл „Хиляда светове“ (Thousand Worlds)
Неофициално заглавие, касаещо 24 разкази, повести и новели, свързани с цикъла „Песен за огън и лед“.
- The Hero (1971) – разказ
Героят, в „Приказни песни“, изд. „Бард“ (2015), прев. Милко Стоименов
- A Song for Lya (1974) – повест, награда „Хюго“ (1975) 
Песен за Лиа, в сборника „Нощен летец“, изд. „Бард“ (2018), прев. Милко Стоименов
- And Seven Times Never Kill Man (1975) – разказ/повест
И седем по нивга не убивай човек, в сборника „Нощен летец“, изд „Бард“ (2018), прев. Юлиян Стойнов
- The Runners (1975) – разказ
„Да бягаш“, в сп. „Фантастични истории“, бр. 0 (1991)
- Men of Greywater Station (1976) – повест, с Хауърд Уолдроп
- This Tower of Ashes (1976) – разказ
Кула от пепел, в „Приказни песни“, изд. „Бард“ (2015), прев. Милко Стоименов
- Starlady (1976) – разказ/новела
- In the House of the Worm (1976) – повест
В дома на Червея, изд. „Сиела“ (2017), прев. Богдан Русев, ISBN 978-954-28-2481-7
- The Stone City (1977) – повест
Каменният град, в „Пясъчните крале“, изд. „Бард“ (2010), прев. Юлиян Стойнов
- Dying of the Light (1977) – роман
Смъртта на светлината, изд. „Бард“ (2015), прев. Валерий Русинов, ISBN 978-954-655-580-9
- Bitterblooms (1977) – разказ/новела
- The Way of Cross and Dragon (1979) – разказ /новела, награда „Хюго“ (1980)
- Sandkings (1979) – новела, награда „Хюго“ (1980) и награда „Небюла“ (1980) 
Пясъчните криле, в „Пясъчните крале“, изд. „Бард“ (2010), прев. Юлиян Стойнов
- Nightflyers (1980) – повест
Нощен летец, в „Пясъчните крале“, изд. „Бард“ (2010), прев. Юлиян Стойнов
- The Glass Flower (1986) – новела/повест
Стъкленото цвете, в „Приказни песни“, изд. „Бард“ (2015), прев. Милко Стоименов

#### Хавиланд Тъф (Haviland Tuf)
- A Beast for Norn (1976) – разказ/новела
„Звяр за Норн“, в „Пътешествията на Тъф“, ИК „Бард“ (1996)
- Call Him Moses (1978) – разказ/новела
„Наричайте го Мойсей“, пак там
- Guardians (1981) – новела/повест, награда „Локус“ (1982)
„Пазители“, пак там
- The Plague Star (1985) – повест
„Чумавата звезда“, пак там
- Loaves and Fishes (1985) – повест
„Хляб и риба“, пак там
- Second Helpings (1985) – новела
„Втора порция“, пак там
- Manna from Heaven (1985) – повест
„Манна небесна“, пак там
- Prologue (Tuf Voyaging) (1986) – пролог към „Tuf Voyaging“
Пролог, пак там
- Tuf Voyaging (1986) – повест
Пътешествията на Тъф, изд. „Бард“ (1996), прев. Росен Рашков, ISBN 978-954-655-816-9

### Цикъл „История на Дом Таргариен“ (A Targaryen History)
1. Fire & Blood (2018)
Огън и кръв, изд. „Бард“ (2019), прев. Валерий Русинов, ISBN 978-954-655-919-7
2. Fire & Blood, Part II – предстои

### Серия „Планетата на ветровете“ (Windhaven) – сЛайза Татъл
- The Storms of Windhaven (1975)
- One-Wing (1980)
- Windhaven (1981)
Планетата на ветровете, изд. „Бард“ (2002), прев. Юлиян Стойнов, ISBN 978-954-585-390-6